# Bund Deutscher Buchbinder-Innungen
Der Bund Deutscher Buchbinder-Innungen (BDBI) wurde 1880 in Dresden gegründet. Er unterstützt die im deutschen Handwerk organisierten Buchbindereibetriebe der Einzel- und Serienfertigung und vertritt deren Interessen auf wirtschaftlicher und politischer Ebene. Er fördert den fachlichen Austausch und die fachliche Information im Sinne seiner Mitglieder. Paul Adam war der erste Geschäftsführer. In den 1980er hatte der 1921 geborene Münchener Rechtsanwalt Hannes Leß diese Aufgabe.
Der Bund nennt sich seit 2009 Bund Deutscher Buchbinder e.V. Sein Sitz ist in Aachen.